# 加拿大落基山公園群
51°25′26″N 116°28′47″W / 51.42389°N 116.47972°W
加拿大落基山公園群（Canadian Rocky Mountain Parks）坐落於加拿大洛磯山脈，包括四個加拿大國家公園：
- 班夫国家公园
- 贾斯珀国家公园
- 库特尼国家公园
- 幽鹤国家公园

還包括三個不列顛哥倫比亞省的省立公園：
- 汉博省立公園
- 阿西尼博因山省立公园
- 罗伯森山省立公园

加拿大落基山公園群內群山并立，具有豐富的冰川和溫泉資源，還是北美多條大河的源頭，例如：
- 北薩斯喀徹溫河
- 阿薩巴斯卡河
- 哥伦比亚河
- 弗雷泽河

公園群以其壯麗迷人的自然景色、豐富多樣的野生物種而聞名世界。

## 世界遺產
1984年，由于其眾多的山峰、冰川、湖泊、瀑布、峽谷、石灰岩洞穴、化石資源（如伯吉斯頁岩）與自然景觀，被列為世界自然遺產。

## 外部連結
- （英文）世界遺產組織網頁上的介紹（页面存档备份，存于）